# عزرا هايوود
عزرا هايوود هو ناشط وسياسي أمريكي، ولد في 1829 في الولايات المتحدة، وتوفي بنفس المكان في 1893.